# Linnavuoriana sexmaculata
Linnavuoriana sexmaculata är en insektsart som först beskrevs av Hardy 1850.  Linnavuoriana sexmaculata ingår i släktet Linnavuoriana och familjen dvärgstritar. Arten är reproducerande i Sverige. Inga underarter finns listade i Catalogue of Life.